# Линовская волость

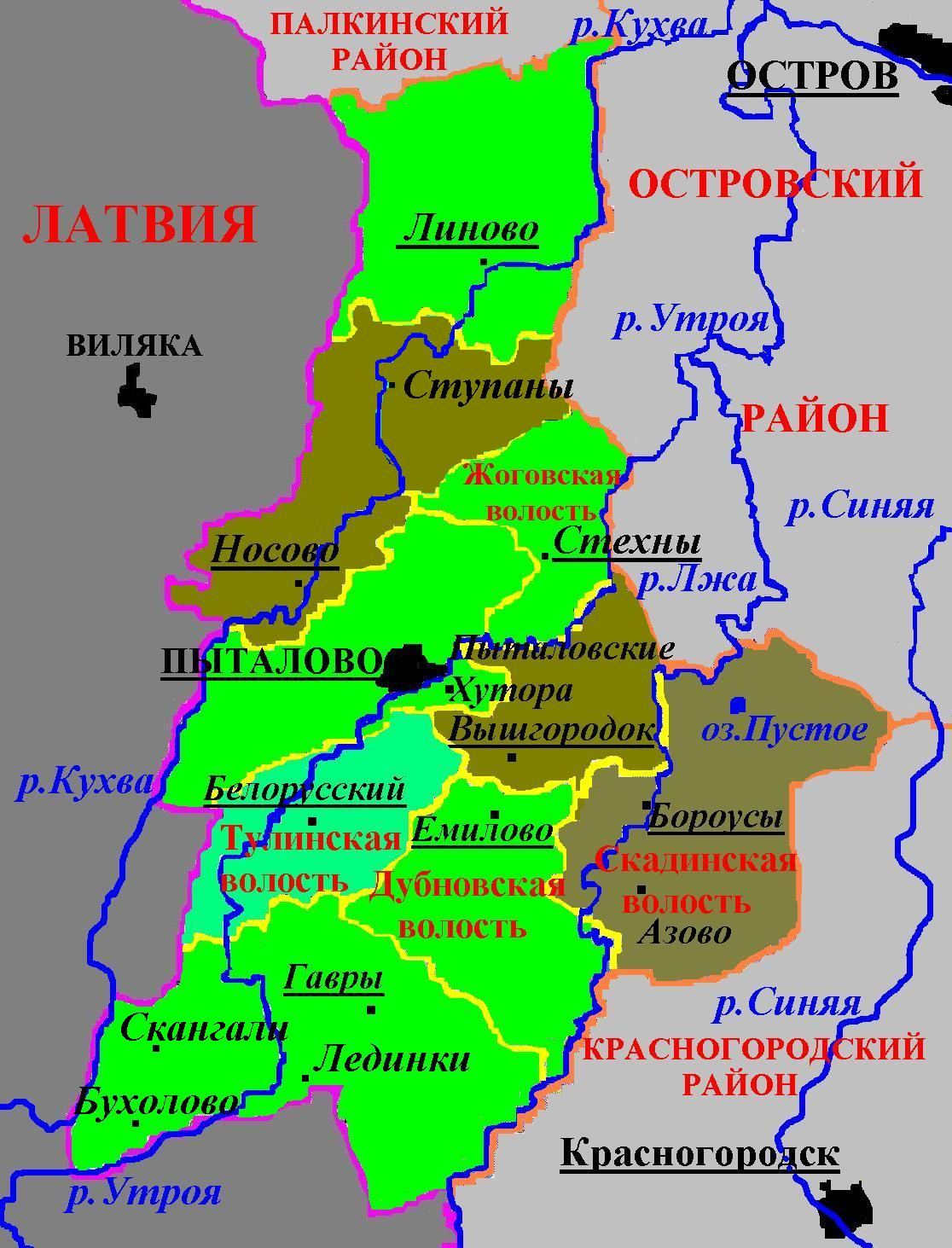
Административное деление Пыталовского района в 2010—2015 гг.

Линовская волость — административно-территориальная единица 3-го уровня и муниципальное образование со статусом сельского поселения в Пыталовском районе Псковской области России.
Административный центр — деревня Линово.

## География
Территория волости граничит на юге с Утроинской волостью Пыталовского района, на севере — с Палкинским районом, на востоке — с Островским районом Псковской области, на западе — с Вецумской волостью Вилякского края Латвии.

## Население
| 2002  | 2010  | 2012  | 2013  | 2014  | 2015 | 2016  |
| ----- | ----- | ----- | ----- | ----- | ---- | ----- |
| 949   | ↘913  | ↘907  | ↘874  | ↗876  | ↘861 | ↗1653 |
| 2017  | 2018  | 2019  | 2020  | 2021  |      |       |
| ↘1629 | ↘1597 | ↘1571 | ↘1555 | ↘1095 |      |       |

Суммарная численность населения Линовской и присоединённой к ней Носовской волостей, по состоянию на 1 января 2015 года составляет 1693 человека.

## Населённые пункты
С апреля 2015 года в состав волости входит 91 населённый пункт (деревня):
| №  | Населённый пункт | Тип     | Население, чел. |
| -- | ---------------- | ------- | --------------- |
| 1  | Аборино          | деревня | ↘14             |
| 2  | Анциферово       | деревня | ↘20             |
| 3  | Армоново         | деревня | ↘3              |
| 4  | Артемы           | деревня | ↘10             |
| 5  | Афромеево        | деревня | ↘3              |
| 6  | Балаболы         | деревня | ↘2              |
| 7  | Белый Погреб     | деревня | ↘6              |
| 8  | Бельково         | деревня | →17             |
| 9  | Бельченки        | деревня | ↗20             |
| 10 | Беляевка         | деревня | ↘0              |
| 11 | Боково           | деревня | ↘14             |
| 12 | Болваны          | деревня | ↘4              |
| 13 | Бренцы           | деревня | ↗14             |
| 14 | Бубнёво          | деревня | ↘28             |
| 15 | Бурково          | деревня | ↗9              |
| 16 | Ванченки         | деревня | →19             |
| 17 | Ваньково         | деревня | →5              |
| 18 | Водилово         | деревня | ↘2              |
| 19 | Волково          | деревня | ↘28             |
| 20 | Волочно          | деревня | ↘2              |
| 21 | Воронино         | деревня | ↘5              |
| 22 | Горки            | деревня | →0              |
| 23 | Декшино          | деревня | ↘0              |
| 24 | Дембово          | деревня | ↘2              |
| 25 | Дрени            | деревня | ↘14             |
| 26 | Дульбы           | деревня | ↘6              |
| 27 | Еременцы         | деревня | ↗12             |
| 28 | Жердино          | деревня | ↗17             |
| 29 | Жогори           | деревня | ↗4              |
| 30 | Захново          | деревня | ↘8              |
| 31 | Зилево           | деревня | →0              |
| 32 | Зобки            | деревня | ↘11             |
| 33 | Карпово          | деревня | →23             |
| 34 | Климово          | деревня | →9              |
| 35 | Козино-Плуши     | деревня | ↘0              |
| 36 | Козлы            | деревня | ↘13             |
| 37 | Копанцы          | деревня | ↗3              |
| 38 | Корчище          | деревня | →0              |
| 39 | Кочерево         | деревня | ↘16             |
| 40 | Краули           | деревня | ↘19             |
| 41 | Крюково          | деревня | ↗10             |
| 42 | Кузнецово        | деревня | ↘1              |
| 43 | Лариохино        | деревня | ↘7              |
| 44 | Лаузы            | деревня | →11             |
| 45 | Лилево           | деревня | ↘6              |
| 46 | Линино           | деревня | ↘23             |
| 47 | Линово           | деревня | ↗412            |
| 48 | Магиново         | деревня | ↘1              |
| 49 | Максимково       | деревня | ↗6              |
| 50 | Мирный           | деревня | ↗169            |
| 51 | Нижние Савинцы   | деревня | ↘8              |
| 52 | Новая Лудонка    | деревня | ↘4              |
| 53 | Новое Кулево     | деревня | ↗9              |
| 54 | Носово           | деревня | ↗259            |
| 55 | Овинищи          | деревня | ↗10             |
| 56 | Пальцево         | деревня | ↘2              |
| 57 | Паньково         | деревня | ↗41             |
| 58 | Парамоны         | деревня | →1              |
| 59 | Пимахи           | деревня | ↘9              |
| 60 | Погарелка        | деревня | ↘0              |
| 61 | Подлипье         | деревня | ↗25             |
| 62 | Поташи-1         | деревня | ↘4              |
| 63 | Пощупино         | деревня | ↘14             |
| 64 | Поярково         | деревня | ↗64             |
| 65 | Причиново        | деревня | ↘10             |
| 66 | Пупарево         | деревня | ↘3              |
| 67 | Пурино           | деревня | →0              |
| 68 | Пылковницы       | деревня | ↘2              |
| 69 | Рассеки          | деревня | ↘8              |
| 70 | Родишкино        | деревня | ↘30             |
| 71 | Савинцы          | деревня | ↘16             |
| 72 | Сазоны           | деревня | →0              |
| 73 | Сазоны           | деревня | ↘1              |
| 74 | Сарневка         | деревня | ↘1              |
| 75 | Сидаренки        | деревня | ↘4              |
| 76 | Симаны           | деревня | ↘2              |
| 77 | Ситки            | деревня | ↘0              |
| 78 | Скоптово         | деревня | ↘0              |
| 79 | Скорды           | деревня | ↘11             |
| 80 | Скорлятино       | деревня | ↘2              |
| 81 | Старина          | деревня | ↗9              |
| 82 | Старое Кулево    | деревня | ↘7              |
| 83 | Стульпино        | деревня | ↘1              |
| 84 | Ступаны          | деревня | ↘125            |
| 85 | Сунево           | деревня | ↘23             |
| 86 | Тележники        | деревня | →2              |
| 87 | Умерниши         | деревня | ↘13             |
| 88 | Федорково        | деревня | ↘4              |
| 89 | Хворостово       | деревня | ↘1              |
| 90 | Чернокуны        | деревня | ↘2              |
| 91 | Щеглыни          | деревня | ↘6              |

## История
В 1925—1944 гг. в Латвии в составе Абренского уезда выделялась Линавская волость (латыш. Linavas pagasts), называвшаяся до 1925 года Толковской волостью (латыш. Tolkovas pagasts). Толковская волость до 1920 года выделялась также в Островском уезде Псковской губернии России. С 1945 года территория волости входит в Пыталовский район Псковской области в виде ряда сельсоветов.
Постановлением Псковского областного Собрания депутатов от 26 января 1995 года все сельсоветы в Псковской области были переименованы в волости, в том числе Линовский сельсовет был превращён в Линовскую волость.
Законом Псковской области от 28 февраля 2005 года в границах Линовской волости было также образовано муниципальные образования Линовская волость со статусом сельского поселения с 1 января 2006 года в составе муниципального образования Пыталовский район со статусом муниципального района.
В состав Линовской волости до апреля 2015 года входили 42 деревни: Аборино, Артемы, Афромеево, Балаболы, Белый Погреб, Бельково, Бельченки, Болваны, Бубнёво, Бурково, Ваньково, Волково, Волочно, Декшино, Дрени, Еременцы, Захново, Зилево, Зобки, Козино-Плуши, Козлы, Крюково, Линино, Линово, Максимково, Мирный, Овинищи, Пальцево, Парамоны, Пимахи, Погарелка, Поташи-1, Пощупино, Родишкино, Сазоны, Сарневка, Симаны, Ситки, Тележники, Федорково, Чернокуны, Щеглыни.
Законом Псковской области от 30 марта 2015 года в состав Линовской волости 11 апреля 2015 года была включена упразднённая Носовская волость.